# Fnord

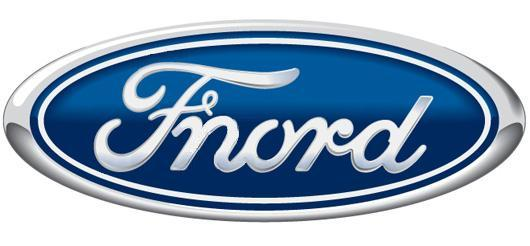
Logo des Kunstwortes Fnord

Fnord ist ein Kunstwort, das vor allem durch die Illuminatus-Trilogie von Robert Anton Wilson und Robert Shea sowie die Principia Discordia bekannt wurde. Es steht sinnbildlich für Konditionierung durch gezieltes Einspielen von Information und Desinformation (vgl. auch Kommunikationsguerilla) und die sich daraus ergebenden Manipulationsmöglichkeiten, vor allem für die Massenmedien und den Staat. Die Vokabel ist nicht nur zum Code unter Diskordiern und Illuminatus-Lesern geworden, sondern wird darüber hinaus auch im realen Leben als Synonym für Desinformationen verwendet, so zum Beispiel als Name für eine Webserver-Software oder als metasyntaktische Variable.

## Herkunft
In der Illuminatus-Trilogie werden in einem Programm der Illuminaten Kinder in der Schule darauf konditioniert, bei jedem Lesen und Hören von „Fnord“ ein Gefühl der Verunsicherung und des Unwohlseins zu empfinden (siehe auch Fear, Uncertainty and Doubt), ohne dabei aber das Wort selbst bewusst wahrzunehmen. Soll eine Meldung der Regierung oder der Medien nun kollektiv von allen Empfängern der Nachricht als schlecht oder verstörend empfunden werden, müssen nur genug Fnords in sie eingearbeitet werden, um die gewünschte Wirkung zu erzielen. Eingeweihte („Illuminierte“), die sich dieser Art der Manipulation bewusst sind, „sehen“ die Fnords und brechen damit aus der Konditionierung aus.
Dieses Wissen um Fnords lässt sich aber auch entgegengesetzt anwenden, um somit jene Botschaften, die zur Manipulation dienen, zu selektieren und zu enttarnen.
Das blinde Akzeptieren des Fnords wird in der Trilogie mit dem Satz „Wenn du den Fnord nicht siehst, kann er dich auch nicht essen.“ beworben. Obwohl es sich eigentlich um eine Aussage über Fnords zu handeln scheint, ist der Satz selbst ebenfalls ein Beispiel für Fnord. Er suggeriert aufgrund seiner Struktur eine Bedrohungssituation, die er selbst erst durch die Einführung des Begriffs „Fnord“ erzeugt, und wirkt auf diese Weise selbst mystifizierend. Besonders die bizarre Lautgestalt (anlautendes fn kommt in europäischen Sprachen selten vor) verweist auf eine paradoxe, fiktive Entität: ein geheimes und unsichtbares Signal. Der Satz geht zurück auf die klassische Technik aller mystifizierenden Desinformation, die Glaubwürdigkeit und Unangreifbarkeit eines Beweises (hier: die Existenz von Fnords) dadurch zu untermauern, dass er für Ungläubige und Kritiker unverständlich oder unsichtbar bleiben müsse.